# Lékárna v Unhošti
Lékárna U zlaté hvězdy v Unhošti je památkově chráněný dům čp. 3. Stojí v centru města v památkové zóně na třídě Dr. Beneše vedle Melicharova vlastivědného muzea a nedaleko kostela svatého Petra a Pavla.

## Historie
Prvními známými majiteli domu byli manželé Šebastovi. Majitelé domu se  postupem staletí měnili. Koncem 16. století dům držel protestant Matěj Laurýn, který po Bílé hoře musil opustit Čechy. Jeho majetek císařským rozhodnutím získala obec Unhošť; ta dům a sousedící pozemky prodala Urbanu z Petinku. Ten celou částku neuhradil a vše prodal majiteli hradu Křivoklát Tiburcí Čejkovi z Olbramovic. Po jeho smrti zdědila dům jeho dcera Sybila Polyxena Elznicová a v jejím vlastnictví zůstal třicet let. V letech 1676–1711 byl majetkem obce. V roce 1722 byl dům prodán manželům Josefu a Barboře Čáslavským. Ti vzápětí dům s pozemky prodali manželům Rackovým, po jejich smrti je v dražbě koupili manželé Vyšínovi. Ignác Vyšín majetek v roce 1801 odkázal dceři Anně, provdané za Josefa Svobodu. Ten pak prodal dům Martinu Vlčkovi a ten Havlu Barcalovi. Magistr Barcal byl od roku 1813 magistrem farmacie. Byl rodákem z Rychnova nad Kněžnou a romantické okolí města Unhošť s potokem Kačákem mu připomínalo rodný kraj. V roce 1815 zažádal zemské gubernium o zřízení lékárny, což mu bylo v roce 1815 povoleno.
V domě zřídil vybavenou lékárnu a vedle vchodu vyvěsil malovaný štít U zlaté hvězdy. Havel Barcal se v Unhošti oženil, postupně se mu narodily tři děti: Jan, Josef a Marie. Otevření lékárny zvýšilo význam města, zákazníků z počátku mnoho nebývalo. Lékárník po nákupu destilačního přístroje začal vyrábět a prodávat různé destiláty, které mu pomohly zvýšit tržby, přicházelo mnoho zákazníků z města i širšího okolí, lékárna prosperovala. Havel Barcal předal lékárnu synovu Janovi, který rovněž vystudoval v Praze farmacii, v roce 1848. Ten založil v roce 1864 i lékárnu U české koruny, první lékárnu v Kladně, a do Kladna se později přestěhoval. Zemřel roku 1862.
Lékárna v Unhošti byla svojí prosperitou vyhlášenou výborně zásobenou lékárnou, jejím nájemcem v letech 1864–1874 se stal magistr Václav Stárek, v letech 1874–1877 magistr František Vorlíček. Od roku 1877 vedl lékárnu PharmDr. Josef Dundr, manžel jedné z dcer Jana Barcala. Po jeho smrti v roce 1914 lékárnu vedla a řídila jeho vdova Jana Dundrová s dcerami Marií a Annou. Mladší dcera Anna vystudovala farmacii (1913), provdala se za kladenského knihtiskaře Jaroslava Šnajdra a udržela lékárnu i ve válečných letech. Od roku 1919 byl nájemcem lékárny František Vančura do roku 1930, kdy se odstěhoval do Kutné Hory. Dalším nájemcem byl PharmDr. Josef Hřebík. Prosperující lékárnu navštěvovali nejen obyvatelé města, ale také mnozí návštěvníci – trampové okolí Kačáku. Po skončení smlouvy převzala lékárnu znovu Anna Šnajdrová se svojí dcerou Jaroslavou, která rovněž vystudovala farmacii. Dům se dále dědil po přeslici, v roce 1956 se novými majiteli stali Jaroslav a Františka Procházkovi. Lékárna byla v domě zrušena až po roce 1990.[chybí lepší zdroj] Dnes (2024) je v domě prodejna železárenského zboží.
V domě v letech 1873–1874 také bydlel učitel a hudební skladatel (autor textu a melodie písně Lví silou) František Josef Pelz.

## Architektura

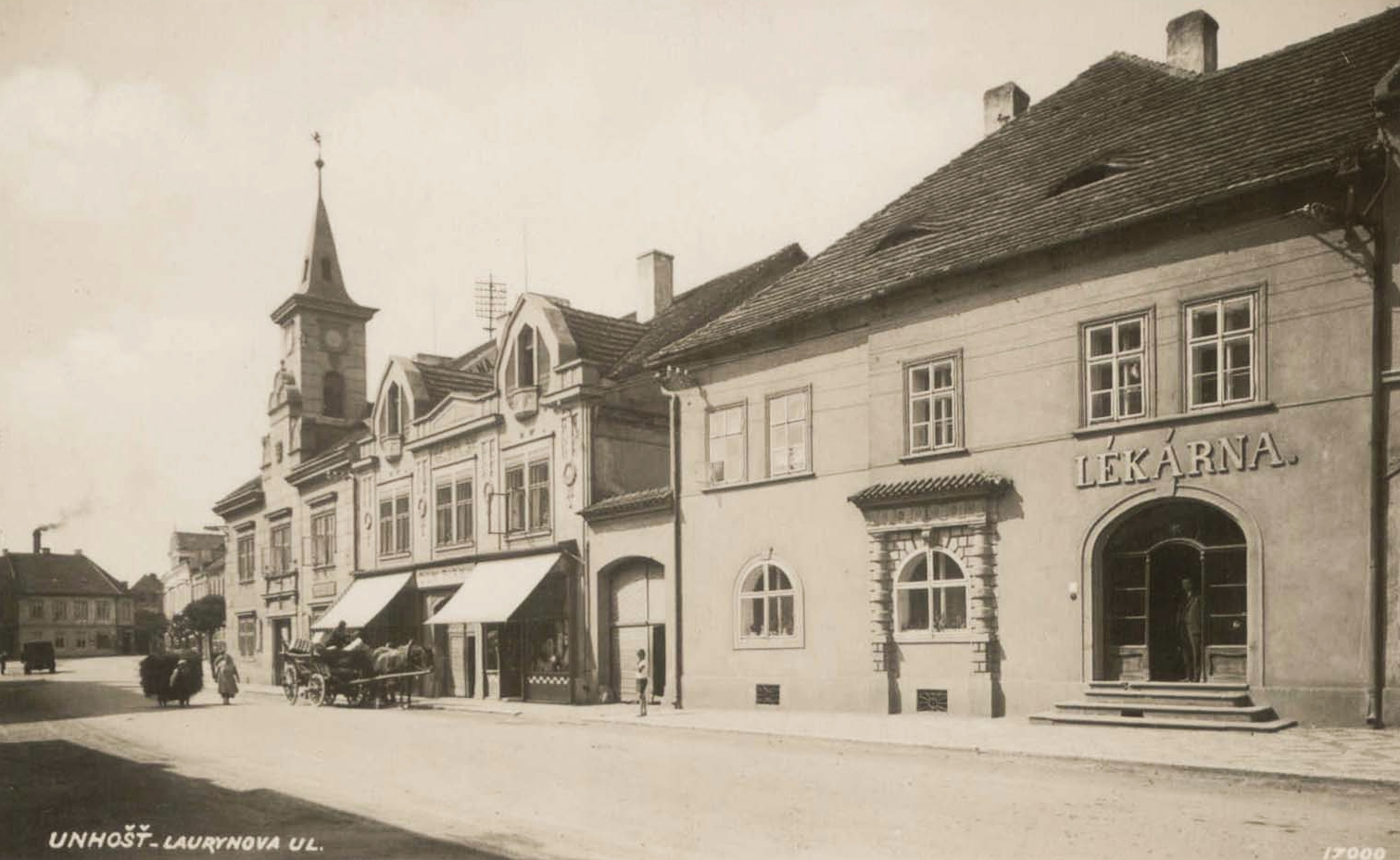
Pohlednice z dvacátých let 20. století z fondu Melicharova vlastivědného muzea v Unhošti

Jednopatrová budova bývalé lékárny je nejstarším domem v městě. První písemná zmínka o ní pochází z roku 1407. Dříve to bývaly domy dva, původně středověký dům byl renesančně upraven. Z doby renesance se v průčelí přízemí zachoval složitě řešený portál a schodiště se čtyřmi stupni. Portál směřující do ulice je segmentový se zaoblenými oblouky a vrcholovým klenákem. V portálu je zasazené půlkruhově zaklenuté okno. Klenby jsou zachované v celém přízemí.
Fasáda domu je jednoduchá, patro je odděleno podokenní římsou, která odděluje pět okenních os. Okna jsou lemovaná šambránou. Hranice původních dvou samostatných domů je vyznačena rizalitem. Střecha je valbová s keramickými taškami.
Součástí domu je vedlejší vjezd do zadního dvora.
Další úpravy se uskutečňovaly i později, v baroku i klasicismu, o čemž svědí mj. nestejná úroveň podlah.